# Cultura Volosovo
La cultura Volosovo (en ruso: Волосовская культура, romanizado: Volosovskaya kul'tura) es una cultura arqueológica que siguió a la cultura de la cerámica del peine (Balakhna). El conjunto arqueológico identificado con esta cultura está relacionado con los hallazgos de la cuenca media del Volga y del Kama.
La cultura Volosovo surgió en algún momento entre el tercer y el cuarto milenio a. C. y duró hasta el segundo milenio a. C. La gente de la cultura Volosovo ha sido descrita como recolectores del bosque.

## Descubrimiento
La cultura Volosovo fue descubierta en la década de 1900. Al igual que otros grupos de origen forestal, como los Garino-Bor y otras culturas nórdicas, los Volosovo vivían en las estepas forestales de la región del Volga-Ural, especialmente en la zona de la actual provincia de Samara. Entre los yacimientos específicos se encuentran los del centro de Rusia, el medio y el bajo Oka, el bajo Kama y el medio Volga. Esta cultura también habitó la zona del río Veletma, adyacente a Murom, ciudad que forma parte de la provincia de Vladimir. El yacimiento del río Veletma se excavó entre 1877 y 1928.
Desde el descubrimiento de la cultura Volosovo, se ha investigado ampliamente, pero sigue siendo controvertida debido a algunos aspectos no resueltos, en particular la cronología de su historia, los atributos culturales, el origen y las afiliaciones étnicas. Por ejemplo, se creía que Volosovo era una entidad cultural independiente, pero otros estudios demuestran que está relacionada con culturas asociadas a la cuenca del Volga y el Kama.

## Características
Los restos excavados muestran que las características morfológicas de las personas de la cultura Volosovo están relacionadas craneológicamente con el grupo laponoide. Los artefactos de piedra y cerámica que se utilizan para describir la cultura Volosovo proceden de las viviendas semisubterráneas, que suelen estar situadas en los fondos de los ríos y en la zona de los lagos. Estas viviendas tienen capas culturales inferiores y superiores. Los artefactos encontrados en la capa inferior indican una afinidad cultural con la cultura rusa cultura de la cerámica del peine llamada Balakhna. El nivel superior, que se considera la fase actual de Volosovo, incluía cerámicas distintas de la cerámica del peine, así como las atribuidas a la cultura de Fatianovo.
A partir de los artefactos excavados, la cultura Volosovo utilizó por primera vez piedras y herramientas de hueso y fue especialmente hábil en el tallado de huesos y la escultura. Surgió un pequeño arte, que se ha considerado rico y diverso, como demuestran las variadas esculturas de sílex con escamas que representaban la forma humana. Este fenómeno se distinguió del que se manifestó en la cultura Tokareva.
La cultura Valosovo salió de la época neolítica y abandonó sus tecnologías de piedra y hueso después de aprender a trabajar el metal. Más adelante en su desarrollo, surgió una forma temprana de agricultura con evidencias de animales domésticos. Los huesos craneales y largos descubiertos de un primitivo perro, por ejemplo, mostraron una mejora en la cría de animales. Sin embargo, la cultura seguía utilizando la búsqueda de alimentos, la caza y la pesca. Se sugiere que surgió un culto a los animales entre la población del Volosovo después del año 1500 a. C., como demuestra el uso de dientes y huesos de animales en adornos como los collares. Según esta teoría, los osos eran adorados por su poder, mientras que los perros y los cerdos eran venerados por su valor económico.
Más tarde surgió una cultura tardía del Volosovo, fase asociada a los yacimientos situados en el alto Volodary y Panfilovo. La cultura Garino-Bor y la cultura Netted Ware se consideran vástagos de la cultura Volosovo que se asentaron en la región del Volga-Oka. Los expertos identifican una provincia cultural Volosovo-Garino, que se caracteriza por una tradición cerámica distintiva de la cerámica de peine.
Según el arqueólogo V.V. Sedov, los nombres de los ríos que terminan en -sha y -xa, en particular los situados en la orilla derecha del Oka y los mares Blanco y de Barents, tienen su origen en la cultura Volosovo.

## Contactos culturales
Existen pruebas de que la cultura de Volosovo mantuvo amplios contactos con otras culturas, como la de Balanovo, un grupo considerado como la vertiente metalúrgica de la de Fatianovo oriental. Así lo demuestra también la existencia de cerámica de Fatyanovo en yacimientos de Volosovo, así como el descubrimiento de cerámica de Volosovo en tumbas de Fatyanovo. El contacto de Volosovo con la cultura de Balanovo, por ejemplo, se consideraba una relación simbiótica. Sin embargo, hay fuentes que citan cómo los cazadores y pescadores del Volosovo competían con los de Fatianovo en las cuencas bajas de los ríos Oka y Kljazma. Las pruebas demuestran que la fase tardía de Volosovo también tuvo amplios contactos con la población de Abashevo, lo que contribuyó a la difusión de las economías ganaderas, así como de la metalurgia entre las culturas forestales del norte. También hubo poblaciones de Volosovo que fueron absorbidas por la cultura Abashevo antes del 2500 a. C. mientras otras se desplazaban hacia el norte.
Se especula que los habitantes de Volosovo mantuvieron contactos con parientes lingüísticos (hablantes del protobáltico) que se asentaron en Finlandia y en la Carelia rusa y que posteriormente fueron absorbidos por la cultura.